# Diego Pérez (Fußballspieler, 1980)

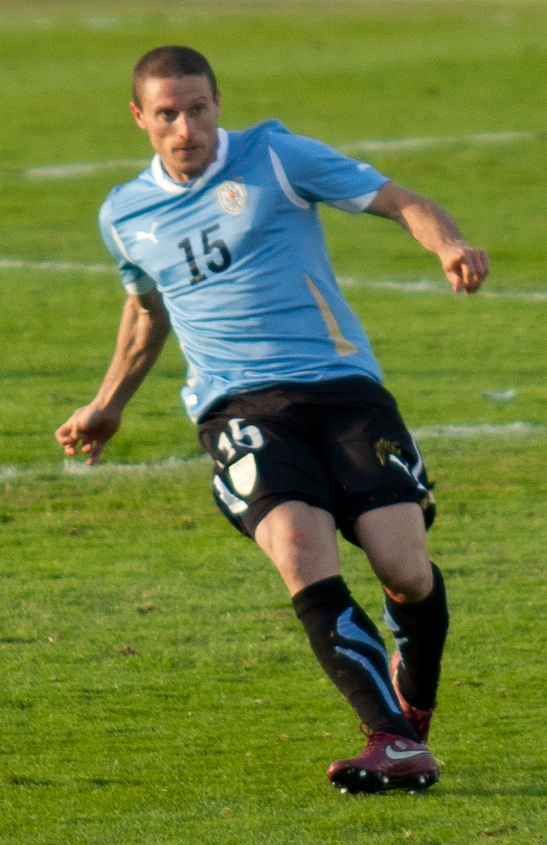
Diego Pérez 2011 in der Nationalmannschaft

Diego Pérez, (Spitzname: El Ruso), (* 18. Mai 1980 in Montevideo; vollständiger Name Diego Fernando Pérez Aguado) ist ein ehemaliger uruguayischer Fußballspieler.

## Karriere

### Verein
Über die uruguayischen Vereine Defensor Sporting (1999–2003) und Club Atlético Peñarol (2004) kam der Mittelfeldspieler im Sommer 2004 zum AS Monaco. In der Saison 2006/07 avancierte Perez mit einem sensationellen Hoch von Spieltag 26 bis 29, als er zweimal traf und zwei Tore vorbereitete, zu einem der wichtigsten Spieler des Teams. In der Saison 2009/10 erreichte er mit Monaco das Finale des französischen Pokalwettbewerbs. Nach der Fußballweltmeisterschaft 2010 unterschrieb Pérez kurz vor Ende der Transferperiode im August 2010 beim italienischen Serie-A-Verein FC Bologna einen Vierjahresvertrag. Die seinerzeit gezahlte Ablösesumme soll bei 2,1 Millionen Euro gelegen haben. Bei den Bolognesern absolvierte er 78 Erstligaspiele. Ein Tor erzielte er nicht. Nachdem sich der Verein und Pérez im Juni 2013 zunächst trennten, da Pérez seinen Vertrag nicht verlängerte, war er vorübergehend vereinslos und trainierte individuell. Aufgrund dieser Situation berief ihn Nationaltrainer Tabárez auch nicht für das Freundschaftsländerspiel gegen Japan im August 2013. Am 17. August 2013 unterzeichnete er dann allerdings doch einen neuen Zweijahresvertrag bei seinem vormaligen Arbeitgeber. In der laufenden Spielzeit 2013/14 absolvierte er 27 weitere Spiele in der Serie A und übernahm bei den Italienern im Jahr 2014 erstmals in seiner Karriere das Amt des Mannschaftskapitäns. Seit dem Abstieg der Bologneser am Saisonende kam er in der Spielzeit 2014/15 auch bedingt durch eine rund ein halbes Jahr bis November 2014 währende, verletzungsbedingte Pause nur noch dreimal (kein Tor) in der Serie B zum Einsatz. Im Juli 2015 wurde berichtet, dass er aller Voraussicht nach seine aktive Karriere beenden und die Rolle des Trainers der Nachwuchsmannschaft Bolognas übernehmen werde.

### Einsatzstatistik als Vereinsspieler
(Stand: 18. Juli 2015)
| Jahr    | Mannschaft        | Meisterschaft                           | Spiele | Tore |
| ------- | ----------------- | --------------------------------------- | ------ | ---- |
| 1999    | Defensor Sporting | Primera División Profesional de Uruguay | 4      | 0    |
| 2000    | Defensor Sporting | Primera División Profesional de Uruguay | 33     | 4    |
| 2001    | Defensor Sporting | Primera División Profesional de Uruguay | 32     | 3    |
| 2002    | Defensor Sporting | Primera División Profesional de Uruguay | 26     | 1    |
| 2003    | Defensor Sporting | Primera División Profesional de Uruguay | 0      | 0    |
| 2004    | CA Peñarol        | Primera División Profesional de Uruguay | 13     | 2    |
| 2004/05 | AS Monaco         | Ligue 1                                 | 29     | 0    |
| 2005/06 | AS Monaco         | Ligue 1                                 | 22     | 0    |
| 2006/07 | AS Monaco         | Ligue 1                                 | 25     | 2    |
| 2007/08 | AS Monaco         | Ligue 1                                 | 25     | 0    |
| 2008/09 | AS Monaco         | Ligue 1                                 | 22     | 0    |
| 2009/10 | AS Monaco         | Ligue 1                                 | 23     | 0    |
| 2010/11 | FC Bologna        | Serie A                                 | 27     | 0    |
| 2011/12 | FC Bologna        | Serie A                                 | 28     | 0    |
| 2012/13 | FC Bologna        | Serie A                                 | 23     | 0    |
| 2013/14 | FC Bologna        | Serie A                                 | 27     | 0    |
| 2014/15 | FC Bologna        | Serie B                                 | 3      | 0    |

### Nationalmannschaft
Pérez belegte mit der uruguayischen U-20-Nationalmannschaft bei der U-20-Südamerikameisterschaft 1999 in Argentinien den zweiten Rang und wurde Vize-Südamerikameister. Im Verlaufe des Turniers wurde er von Trainer Víctor Púa sechsmal (kein Tor) eingesetzt. Zudem nahm er mit Uruguay an der U-20-Fußball-Weltmeisterschaft 1999 in Nigeria teil, bei der die Celeste den 4. Platz belegte. Zu seinen dortigen Mitspielern zählten unter anderem Diego Forlán und Ernesto Chevantón.
Am 13. Juli 2001 feierte Pérez bei der Copa América 2001 im Spiel gegen Bolivien sein Debüt in der uruguayischen A-Nationalmannschaft. 2004 und 2007 nahm er mit der Celeste erneut an der Copa América teil. 2010 gehörte er zum Aufgebot Uruguays bei der in Südafrika ausgetragenen Weltmeisterschaft. Hier stand er in allen Spielen Uruguays in der Startformation. Auch gewann er als Teil des uruguayischen Teams die Copa América 2011. Er nahm mit Uruguay am FIFA-Konföderationen-Pokal 2013 teil und belegte den vierten Rang. Bei der Weltmeisterschaft 2014 in Brasilien gehörte er erneut dem Aufgebot Uruguays an.
Insgesamt absolvierte er bislang 89 Länderspiele, bei denen er zwei Tore erzielen konnte. Sein vorläufig letzter Einsatz datiert vom 30. Mai 2014. Ruso Pérez rangiert nach Diego Forlán, Maximiliano Pereira und Diego Lugano gleichauf mit Diego Godín an 4. Stelle derjenigen Spieler mit den meisten A-Nationalmannschaftseinsätzen in der Geschichte des uruguayischen Fußballs.

## = Erfolge
- 4. Platz Weltmeisterschaft 2010
- Copa América: 2011
- Junioren-Vize-Südamerikameister 1999

## Privates
Diego Pérez ist der Bruder des Fußballprofis Omar Pérez.